# Championnat d'Irlande de football 2014
Navigation
Édition précédente Édition suivante
La saison 2014 du Championnat d'Irlande de football est la 94e saison du championnat, la septième dans sa nouvelle formule. Ce championnat se compose de deux divisions, la Premier Division, le plus haut niveau, la First Division, l’équivalent d’une deuxième division. Le St. Patrick's Athletic Football Club est le tenant du titre après leur succès acquis en 2013.
Le Dundalk Football Club remporte son dixième titre de champion au terme d'une compétition acharnée. le titre c'est décidé lors de la dernière journée au cours d'un match disputé à Dundalk entre le premier du championnat Cork City FC et son dauphin d'un jour le Dundalk FC qui l'emporte finalement sur le score de 2 buts à 0.
La dernière journée au aussi décidé du bas de tableau. Athlone Town avait encore une chance d'éviter la relégation directe, mais le club du centre de l'Irlande n'a pas été capable de l'emporter sur Bray Wanderers. UC Dublin termine à l'avant dernière place et doit disputer les barrages de promotion/relégation contre Galway FC qui de son côté a remporté le barrage de First Division.
Longford Town remporte la First Division et gagne ainsi son accession en Premier Division. Le club est accompagné dans l'élite par le Galway FC qui pour sa première saison en championnat bat en match de barrage les dublinois de UCD.

## Les changements depuis la saison précédente
| \| Dublin: · Premier Div.: · Bohemian · Shamrock Rov. · St Pat's · UCD · First Div.: · Shamrock Rov. B · Shelbourne FC Drogheda United Dublin Dundalk FC Sligo Rovers Bray Wanderers Derry City FC Cork City FC Limerick FC Athlone Town Cobh Ramblers FC Finn Harps Galway FC Longford Town Waterford United Wexford Youths FC \| Localisation des clubs engagés dans le championnat. |
| Dublin: · Premier Div.: · Bohemian · Shamrock Rov. · St Pat's · UCD · First Div.: · Shamrock Rov. B · Shelbourne FC Drogheda United Dublin Dundalk FC Sligo Rovers Bray Wanderers Derry City FC Cork City FC Limerick FC Athlone Town Cobh Ramblers FC Finn Harps Galway FC Longford Town Waterford United Wexford Youths FC                                                           |

### Promotions et relégations
L’Athlone Town Football Club qui a reporté le championnat de First Division intègre l’élite du football irlandais. Le club du centre de l’Irlande rejoint la Premier Division pour la première fois depuis 1996.
La First Division connait plusieurs changements. Les clubs de Mervue United et Salthill Devon fusionnent sous le nom de Galway Football Club. Cette fusion laisse donc une place libre au sein de la deuxième division irlandaise. La fédération irlandaise décide alors d'attribuer cette place aux Shamrock Rovers. Le club dublinois sera donc représenté par une équipe « B ». 

### Organisation
Le championnat s'organise sur deux divisions avec un système de promotion et relégation entre les deux niveaux. Mais c'est en même temps un championnat fermé puisque sauf grande difficulté économique les équipes participantes sont assurées de se maintenir au sein de ces deux divisions professionnelles. L'accession au championnat d'Irlande se fait sur décision de la fédération irlandaise et acceptation de la totalité des équipes déjà membres. Le plus haut niveau, rassemblant les douze meilleures équipes, est la Premier Division. Le deuxième niveau, composé de huit équipes, se nomme First Division.

#### Premier Division
La Premier Division se dispute selon le système d'une poule où toutes les équipes rencontrent trois fois leurs adversaires. Lors de la première partie de la saison, les équipes disputent deux rencontrent une fois à domicile, une fois à l'extérieur. La troisième rencontre est tirée au sort et se jouera donc aléatoirement soit à domicile, soit à l'extérieur. Chaque équipe dispute donc 33 matchs de championnat dans la saison. Le dernier de la division est automatiquement relégué en First Division. L'équipe classée onzième rencontre le vainqueur du barrage de First Division dans un barrage d'accession/relégation.

#### First Division
La First Division se dispute selon le système d'une poule où toutes les équipes rencontrent quatre fois leurs adversaires, deux fois à domicile et deux fois à l'extérieur. Chaque équipe dispute donc 28 matchs de championnat dans la saison. Les premiers matchs sont programmés pour les 8 et 9 mars 2013.
La première équipe au classement au terme de la saison accède directement à la Premier Division. Les deux équipes disputent un match de barrage pour déterminer celle qui affrontera le 11e de la Premier Division dans un barrage d'accession/relégation.
L'équipe B des Shamrock Rovers est interdite de montée en Premier Division, et ce quel que soit son classement final. Elle ne peut pas non plus disputer la Coupe d'Irlande ou la Coupe de la Ligue

## Les 20 clubs participants
Premier Division
| Équipe                        | Ville    | Manager                                           | Stade               | Capacité | Fondation |
| ----------------------------- | -------- | ------------------------------------------------- | ------------------- | -------- | --------- |
| Athlone Town FC               | Athlone  | Mick Cooke                                        | Lissywoolen Stadium | 5 000    | 1887      |
| Bohemian FC                   | Dublin   | Owen Heary                                        | Dalymount Park      | 7 955    | 1890      |
| Bray Wanderers AFC            | Bray     | Alan Mathews                                      | Carlisle Grounds    | 3 250    | 1942      |
| Cork City FC                  | Cork     | John Caulfield                                    | Turners Cross       | 7 485    | 1984      |
| Derry City FC                 | Derry    | Roddy Collins                                     | Brandywell Stadium  | 8 200    | 1928      |
| Drogheda United FC            | Drogheda | Robbie Horgan Darius Kierans Damien Richardson    | United Park         | 2 000    | 1975      |
| Dundalk FC                    | Dundalk  | Stephen Kenny                                     | Oriel Park          | 6 000    | 1903      |
| Limerick FC                   | Limerick | Stuart Taylor                                     | Thomond Park        | 3 000    | 2007      |
| Shamrock Rovers FC            | Dublin   | Trevor Croly Pat Fenlon                           | Tallaght Stadium    | 5 700    | 1901      |
| Sligo Rovers FC               | Sligo    | Ian Baraclough John Coleman Gavin Dykes (Interim) | The Showgrounds     | 5 500    | 1928      |
| St. Patrick's AFC             | Dublin   | Liam Buckley                                      | Richmond Park       | 5 340    | 1929      |
| University College Dublin AFC | Dublin   | Aaron Callaghan                                   | UCD Bowl            | 3 000    | 1895      |

First Division
| Équipe               | Ville      | Manager          | Stade             | Capacité | Fondation |
| -------------------- | ---------- | ---------------- | ----------------- | -------- | --------- |
| Cobh Ramblers FC     | Cobh       | Dave Hill        | St. Colman's Park | 5 000    | 1922      |
| Finn Harps FC        | Ballybofey | Ollie Horgan     | Finn Park         | 6 000    | 1954      |
| Galway FC            | Galway     | Tommy Dunne      | Eamonn Deacy Park | 5 000    | 2013      |
| Longford Town FC     | Longford   | Tony Cousins     | Flancare Park     | 6 850    | 1924      |
| Shamrock Rovers FC B | Dublin     | Colin Hawkins    | Tallaght Stadium  | 5 700    | 2013      |
| Shelbourne FC        | Dublin     | Johnny McDonnell | Tolka Park        | 9 680    | 1895      |
| Waterford United FC  | Waterford  | Tommy Griffin    | RSC               | 3 100    | 1930      |
| Wexford Youths FC    | Crossabeg  | Shane Keegan     | Ferrycarraig Park | 2 500    | 2007      |

## Premier Division

### La pré-saison
La pré-saison est comblée pour six des douze équipes du championnat par les premiers tours de la Setanta Sports Cup 2014 qui sert de fait de matchs de préparation au championnat.

### Les moments forts de la saison
Il faut attendre la quatorzième journée pour assister à la toute première victoire d'Athlone Town (2-0 contre UCD).
Aux deux-tiers de la saison, c'est-à-dire à la fin des matchs aller retour, le classement général s'organise en trois groupes distincts. Le premier tiers comprend les équipes en lutte pour le titre avec une prime à Dundlak et Cork qui n'ont quasiment jamais quitté le podium du championnat. St Pat's et les Shamrock Rovers suivent à petite distance. Le deuxième tiers se compose des équipes qui n'ont jamais pu s’accrocher au wagon de tête comme Sligo et Derry et celles qui n'ont pas été vraiment inquiétées pour la descente comme les Bohemians. Le troisième tiers se bat pour éviter la descente. Ce groupe comprend Drogheda qui a connu un énorme passage à vide entre les septième et dix-septième journée, Limerick, UCD et Bray. Athlone clos le classement dont il n'a jamais quitté la dernière place.
Lors de l'avant dernière journée du championnat, Cork s'empare de la tête du championnat après une victoire sur les Bohemians et à la faveur d'un match nul de Dundalk sur le terrain d'un mal classé les Bray Wanderers.
Le titre de champion d'Irlande se joue donc lors de ce qui ressemble bien à une finale. La dernière journée du championnat met aux prises le premier Cork contre le second Dundalk sur le terrain de celui-ci.

### Classement
| Rang | Équipe                        | Pts | J  | G  | N  | P  | Bp | Bc | Diff |
| ---- | ----------------------------- | --- | -- | -- | -- | -- | -- | -- | ---- |
| 1    | Dundalk FC CL                 | 74  | 33 | 22 | 8  | 3  | 72 | 24 | +48  |
| 2    | Cork City FC                  | 72  | 33 | 22 | 6  | 5  | 51 | 25 | +26  |
| 3    | St. Patrick's Athletic FC T C | 65  | 33 | 19 | 8  | 6  | 66 | 37 | +29  |
| 4    | Shamrock Rovers FC            | 62  | 33 | 18 | 8  | 7  | 43 | 26 | +17  |
| 5    | Sligo Rovers                  | 43  | 33 | 12 | 7  | 14 | 44 | 36 | +8   |
| 6    | Limerick FC                   | 41  | 33 | 12 | 5  | 16 | 37 | 45 | -8   |
| 7    | Bohemian FC                   | 40  | 33 | 9  | 13 | 11 | 42 | 43 | -1   |
| 8    | Derry City FC                 | 38  | 33 | 9  | 11 | 13 | 42 | 41 | +1   |
| 9    | Drogheda United               | 36  | 33 | 10 | 6  | 17 | 40 | 63 | -23  |
| 10   | Bray Wanderers                | 26  | 33 | 5  | 11 | 17 | 28 | 61 | -33  |
| 11   | UCD                           | 25  | 33 | 6  | 7  | 20 | 27 | 71 | -44  |
| 12   | Athlone Town P                | 22  | 33 | 4  | 10 | 19 | 35 | 56 | -21  |

| Légende : Qualifications et relégations | Légende : Qualifications et relégations                                                                            |
| --------------------------------------- | --- |
|                                         | Champion d'Irlande et Ligue des Champions 2015-2016, premier tour de qualification                                 |
|                                         | Ligue Europa 2015-2016, premier tour de qualification                                                              |
|                                         | Barrage de relégation en deuxième division                                                                         |
|                                         | relégation en deuxième division                                                                                    |
|                                         | T : Tenant du titre P : Promu C : Vainqueur de la Coupe d'Irlande 2014 CL : Vainqueur de la Coupe de la Ligue 2014 |

- L'UCD se qualifie pour le premier tour de la Ligue Europa 2015-2016 grâce à son classement national du fair-play.

### Résultats
| Résultats (▼dom., ►ext.)                                   | ATH | BOH | BRA | COR | DER | DRO | DUN | LIM | SHA | SLI | PAT | UCD |
| Athlone Town                                               |     | 1-3 | 0-0 | 0-3 | 0-1 | 6-0 | 0-1 | 3-0 | 1-4 | 0-2 | 0-2 | 2-0 |
| Bohemian FC                                                | 2-2 |     | 1-1 | 0-2 | 1-1 | 2-2 | 0-2 | 0-1 | 1-3 | 0-2 | 1-1 | 0-0 |
| Bray Wanderers                                             | 1-1 | 0-5 |     | 0-2 | 0-0 | 1-3 | 1-0 | 1-0 | 0-3 | 1-0 | 1-3 | 3-5 |
| Cork City FC                                               | 1-0 | 1-1 | 3-1 |     | 2-0 | 3-1 | 1-2 | 3-0 | 3-0 | 1-1 | 1-1 | 2-1 |
| Derry City FC                                              | 3-2 | 4-0 | 5-0 | 0-1 |     | 2-0 | 2-2 | 0-0 | 0-1 | 1-0 | 0-0 | 1-1 |
| Drogheda United                                            | 3-2 | 1-0 | 0-2 | 0-1 | 1-1 |     | 4-1 | 1-4 | 2-3 | 1-2 | 0-4 | 4-0 |
| Dundalk FC                                                 | 2-0 | 1-1 | 5-1 | 4-0 | 3-0 | 7-0 |     | 2-1 | 2-2 | 3-0 | 0-0 | 5-2 |
| Limerick FC                                                | 2-1 | 1-2 | 0-0 | 1-2 | 0-4 | 0-1 | 1-2 |     | 4-1 | 0-3 | 2-0 | 2-1 |
| Shamrock Rovers                                            | 1-0 | 0-0 | 2-1 | 0-2 | 1-1 | 0-1 | 0-1 | 1-1 |     | 1-0 | 2-1 | 2-0 |
| Sligo Rovers                                               | 2-1 | 3-2 | 3-0 | 0-0 | 2-2 | 1-1 | 0-1 | 2-0 | 0-1 |     | 2-2 | 5-0 |
| St. Patrick's Athletic FC                                  | 4-0 | 3-1 | 3-2 | 3-2 | 5-2 | 6-0 | 1-4 | 1-1 | 1-0 | 1-0 |     | 3-2 |
| UC Dublin                                                  | 2-1 | 0-3 | 0-0 | 0-1 | 1-6 | 2-1 | 1-4 | 1-1 | 0-2 | 1-0 | 1-1 |     |
| - Victoire à domicile - Match nul - Victoire à l'extérieur |     |     |     |     |     |     |     |     |     |     |     |     |

| Résultats (▼dom., ►ext.)                                   | ATH | BOH | BRA | COR | DER | DRO | DUN | LIM | SHA | SLI | PAT | UCD |
| Athlone Town                                               |     | 0-0 | 1-1 | 0-2 |     |     | 0-3 |     | 1-1 |     |     |     |
| Bohemian FC                                                |     |     | 2-1 |     | 2-1 | 2-1 |     | 2-0 | 1-1 | 2-2 |     |     |
| Bray Wanderers                                             |     |     |     |     | 1-1 |     | 1-1 |     |     | 0-1 | 2-4 | 2-0 |
| Cork City FC                                               |     | 1-0 | 1-1 |     |     | 2-1 |     |     | 1-0 | 2-1 | 1-0 |     |
| Derry City FC                                              | 1-1 |     |     | 0-1 |     |     |     | 1-2 |     | 2-1 | 0-1 | 0-1 |
| Drogheda United                                            | 1-1 |     | 1-1 |     | 1-0 |     | 1-1 |     | 0-2 |     | 2-3 |     |
| Dundalk FC                                                 |     | 3-2 |     | 2-0 | 5-0 |     |     | 1-0 | 0-0 |     |     |     |
| Limerick FC                                                | 4-2 |     | 4-1 | 0-1 |     | 0-3 |     |     |     | 1-0 |     |     |
| Shamrock Rovers                                            |     |     | 1-0 |     | 2-0 |     |     | 1-0 |     | 1-0 |     | 3-0 |
| Sligo Rovers                                               | 3-1 |     |     |     |     | 0-2 |     |     |     |     | 1-4 | 4-0 |
| St. Patrick's Athletic FC                                  | 0-2 | 3-1 |     |     |     |     | 1-0 | 0-1 | 1-1 |     |     | 3-2 |
| UC Dublin                                                  | 1-1 | 0-0 |     | 0-4 |     | 1-0 | 0-2 | 1-3 |     |     |     |     |
| - Victoire à domicile - Match nul - Victoire à l'extérieur |     |     |     |     |     |     |     |     |     |     |     |     |

### Évolution du classement
| Club                      | 1  | 2  | 3  | 4  | 5  | 6  | 7  | 8  | 9  | 10 | 11 | 12 | 13 | 14 | 15 | 16 | 17 | 18 | 19 | 20 | 21 | 22 | 23 | 24 | 25 | 26 | 27 | 28 | 29 | 30 | 31 | 32 | 33 | nombre de journées en tête | nombre de journées relégable |
| ------------------------- | -- | -- | -- | -- | -- | -- | -- | -- | -- | -- | -- | -- | -- | -- | -- | -- | -- | -- | -- | -- | -- | -- | -- | -- | -- | -- | -- | -- | -- | -- | -- | -- | -- | -------------------------- | ---------------------------- |
| St. Patrick's Athletic FC | 4  | 4  | 5  | 5  | 8  | 6  | 5  | 3  | 3  | 2  | 2  | 2  | 4  | 4  | 4  | 4  | 4  | 4  | 4  | 4  | 3  | 3  | 3  | 3  | 3  | 3  | 3  | 3  | 3  | 3  | 3  | 3  | 3  | 0                          | 0                            |
| Dundalk FC                | 11 | 8  | 3  | 4  | 4  | 2  | 1  | 2  | 2  | 3  | 1  | 1  | 1  | 1  | 1  | 1  | 2  | 1  | 1  | 1  | 1  | 1  | 1  | 1  | 1  | 1  | 1  | 1  | 1  | 1  | 1  | 2  | 1  | 22                         | 0                            |
| Sligo Rovers              | 3  | 7  | 8  | 10 | 11 | 10 | 11 | 10 | 6  | 5  | 5  | 5  | 5  | 5  | 5  | 5  | 5  | 5  | 5  | 5  | 6  | 5  | 5  | 5  | 5  | 5  | 5  | 5  | 5  | 5  | 5  | 5  | 5  | 0                          | 0                            |
| Derry City FC             | 4  | 9  | 10 | 9  | 7  | 8  | 7  | 6  | 7  | 6  | 6  | 7  | 8  | 6  | 8  | 7  | 7  | 6  | 6  | 6  | 5  | 6  | 6  | 6  | 6  | 6  | 6  | 6  | 7  | 7  | 7  | 8  | 9  | 0                          | 0                            |
| Shamrock Rovers           | 4  | 2  | 1  | 1  | 3  | 3  | 3  | 4  | 4  | 4  | 4  | 4  | 3  | 3  | 3  | 3  | 3  | 3  | 3  | 3  | 4  | 4  | 4  | 4  | 4  | 4  | 4  | 4  | 4  | 4  | 4  | 4  | 4  | 2                          | 0                            |
| Cork City FC              | 4  | 5  | 2  | 2  | 1  | 1  | 2  | 1  | 1  | 1  | 3  | 3  | 2  | 2  | 2  | 2  | 1  | 2  | 2  | 2  | 2  | 2  | 2  | 2  | 2  | 2  | 2  | 2  | 2  | 2  | 2  | 1  | 2  | 7                          | 0                            |
| Limerick FC               | 8  | 10 | 10 | 11 | 10 | 11 | 10 | 8  | 8  | 10 | 10 | 11 | 11 | 9  | 6  | 6  | 6  | 8  | 8  | 9  | 9  | 7  | 8  | 7  | 8  | 8  | 8  | 8  | 9  | 8  | 7  | 6  | 6  | 0                          | 0                            |
| Drogheda United           | 1  | 1  | 4  | 3  | 2  | 4  | 4  | 5  | 5  | 8  | 8  | 9  | 7  | 8  | 9  | 10 | 10 | 9  | 9  | 9  | 8  | 8  | 9  | 9  | 9  | 7  | 7  | 7  | 8  | 9  | 9  | 9  | 9  | 2                          | 0                            |
| UC Dublin                 | 12 | 11 | 9  | 6  | 5  | 7  | 9  | 11 | 11 | 11 | 11 | 10 | 9  | 11 | 10 | 11 | 11 | 11 | 10 | 10 | 10 | 11 | 10 | 10 | 10 | 11 | 11 | 11 | 11 | 11 | 11 | 11 | 11 | 0                          | 1                            |
| Bohemian FC               | 2  | 2  | 6  | 7  | 6  | 5  | 6  | 7  | 9  | 9  | 9  | 8  | 10 | 10 | 11 | 9  | 8  | 7  | 7  | 7  | 7  | 8  | 7  | 8  | 9  | 9  | 9  | 9  | 7  | 7  | 8  | 8  | 7  | 0                          | 0                            |
| Bray Wanderers            | 8  | 6  | 7  | 8  | 9  | 9  | 8  | 9  | 10 | 7  | 7  | 6  | 6  | 7  | 7  | 8  | 9  | 10 | 11 | 11 | 11 | 10 | 11 | 11 | 11 | 10 | 10 | 10 | 10 | 10 | 10 | 10 | 10 | 0                          | 0                            |
| Athlone Town              | 10 | 12 | 12 | 12 | 12 | 12 | 12 | 12 | 12 | 12 | 12 | 12 | 12 | 12 | 12 | 12 | 12 | 12 | 12 | 12 | 12 | 12 | 12 | 12 | 12 | 12 | 12 | 12 | 12 | 12 | 12 | 12 | 12 | 0                          | 32                           |

### Meilleurs buteurs
Deux joueurs se partagent le titre de meilleur buteur du championnat 2015. Christy Fagan de St Pat's et Pat Hoban de Dundalk. La liste des meilleurs buteurs du championnat d'Irlande 2014 est la suivante : 
| Rang | Nom            | Equipe       | Buts |
| ---- | -------------- | ------------ | ---- |
| 1    | Christy Fagan  | St. Pat's    | 20   |
| -    | Patrick Hoban  | Dundalk FC   | 20   |
| 3    | Conan Byrne    | St. Pat's    | 18   |
| 4    | Rory Gaffney   | Limerick FC  | 14   |
| 5    | Billy Dennehy  | Cork City FC | 13   |
| -    | Dinny Corcoran | Bohemian FC  | 13   |

## First Division
Le Longford Town Football Club remporte le championnat de First Division et accède à la Premier Division.

### Classement
| Rang | Équipe              | Pts | J  | G  | N  | P  | Bp | Bc | Diff |
| ---- | ------------------- | --- | -- | -- | -- | -- | -- | -- | ---- |
| 1    | Longford Town       | 60  | 28 | 18 | 6  | 4  | 56 | 19 | +37  |
| 2    | Shelbourne FC R     | 52  | 28 | 14 | 10 | 4  | 46 | 30 | +16  |
| 3    | Galway FC N         | 49  | 28 | 13 | 10 | 5  | 47 | 23 | +24  |
| 4    | Wexford Youths      | 46  | 28 | 13 | 7  | 8  | 45 | 35 | +10  |
| 5    | Finn Harps          | 32  | 28 | 7  | 11 | 10 | 26 | 28 | -2   |
| 6    | Shamrock Rovers B N | 26  | 28 | 7  | 5  | 16 | 25 | 50 | -25  |
| 7    | Waterford United    | 25  | 28 | 6  | 7  | 15 | 25 | 43 | -18  |
| 8    | Cobh Ramblers FC    | 14  | 28 | 2  | 8  | 18 | 24 | 66 | -42  |

| Légende : Qualifications et relégations | Légende : Qualifications et relégations           |
| --------------------------------------- | ------------------------------------------------- |
|                                         | Monte en Premier Division                         |
|                                         | Barrages pour l'accession en Premier Division     |
|                                         | R : Reléguée de Premier Division N : Nouveau club |

### Résultats
| Résultats (▼dom., ►ext.)                                   | COB | FIN | GAL | LON | SHB | SHE | WAT | WEX |
| Cobh Ramblers FC                                           |     | 0-2 | 1-5 | 0-0 | 1-1 | 2-2 | 0-0 | 0-1 |
| Finn Harps                                                 | 0-0 |     | 1-1 | 0-1 | 0-1 | 1-1 | 0-0 | 1-1 |
| Galway FC                                                  | 4-0 | 1-1 |     | 0-1 | 5-0 | 0-1 | 2-0 | 1-0 |
| Longford Town                                              | 2-0 | 1-0 | 2-2 |     | 6-0 | 0-1 | 0-0 | 3-2 |
| Shamrock Rovers B                                          | 3-1 | 0-3 | 1-1 | 2-1 |     | 1-1 | 0-1 | 0-2 |
| Shelbourne FC                                              | 2-0 | 2-0 | 2-4 | 3-2 | 0-0 |     | 3-1 | 2-0 |
| Waterford United                                           | 4-0 | 2-0 | 0-0 | 2-3 | 1-0 | 0-1 |     | 1-2 |
| Wexford Youths                                             | 3-2 | 2-2 | 0-1 | 0-2 | 3-2 | 1-0 | 1-3 |     |
| - Victoire à domicile - Match nul - Victoire à l'extérieur |     |     |     |     |     |     |     |     |

| Résultats (▼dom., ►ext.)                                   | COB | FIN | GAL | LON | SHB | SHE | WAT | WEX |
| Cobh Ramblers FC                                           |     | 1-0 | 1-2 | 0-3 | 3-0 | 3-3 | 2-2 | 2-2 |
| Finn Harps                                                 | 1-1 |     | 0-0 | 0-2 | 0-1 | 3-2 | 1-0 | 2-2 |
| Galway FC                                                  | 4-1 | 3-0 |     | 0-3 | 2-0 | 0-1 | 1-0 | 2-2 |
| Longford Town                                              | 4-2 | 0-0 | 1-2 |     | 5-0 | 3-0 | 3-1 | 2-2 |
| Shamrock Rovers B                                          | 6-0 | 0-1 | 0-3 | 0-3 |     | 0-2 | 3-0 | 0-2 |
| Shelbourne FC                                              | 2-0 | 1-1 | 1-1 | 0-0 | 3-2 |     | 3-3 | 3-0 |
| Waterford United                                           | 2-1 | 0-2 | 1-1 | 0-2 | 0-2 | 1-3 |     | 0-3 |
| Wexford Youths                                             | 2-1 | 3-0 | 2-1 | 0-0 | 2-0 | 1-1 | 4-0 |     |
| - Victoire à domicile - Match nul - Victoire à l'extérieur |     |     |     |     |     |     |     |     |

### Classement des buteurs
| Rang | Joueur           | Équipe         | Buts |
| ---- | ---------------- | -------------- | ---- |
| 1    | David O'Sullivan | Longford Town  | 21   |
| 2    | Daniel Furlong   | Wexford Youths | 19   |
| 3    | Gary Shaw        | Longford Town  | 13   |
| 3    | Jake Keegan      | Galway FC      | 13   |
| 5    | Dylan Connolly   | Shelbourne FC  | 12   |
| 6    | Vincent Faherty  | Galway FC      | 8    |

## Matchs de barrage
Le premier tour des barrages oppose le deuxième au troisième de First League. Le vainqueur pourra ensuite défier l'équipe ayant terminé à la 11e place de la Premier League pour l'accession dans l'élite. 
Le Shelbourne Football Club affronte le Galway Football Club. 

### Premier tour
| Premier tour, match aller | Galway Football Club        | 2-0   | Shelbourne Football Club | Eamonn Deacy Park                            |                                              |
| 17 octobre 2014           | Connolly 19e · Shanahan 84e | (1-0) |                          | Spectateurs : 1 764 Arbitrage : Ray Matthews | Spectateurs : 1 764 Arbitrage : Ray Matthews |
| 17 octobre 2014           | Rapport                     |       |                          | Spectateurs : 1 764 Arbitrage : Ray Matthews | Spectateurs : 1 764 Arbitrage : Ray Matthews |

Le match aller, disputé à Galway, voit la nette victoire de l'équipe de qui recevait. Le score de 2 buts à zéro rend le match retour particulièrement difficile pour les favoris du barrage, le Shelbourne FC.
| Premier tour, match retour | Shelbourne Football Club | 1-2   | Galway Football Club      | Tolka Park                                    |                                               |
| 24 octobre 2014 20:00      | Murphy 34e               | (1-0) | 59e Connolly · 82e Keegan | Spectateurs : 1 202 Arbitrage : Robert Harvey | Spectateurs : 1 202 Arbitrage : Robert Harvey |
| 24 octobre 2014 20:00      | Rapport                  |       |                           | Spectateurs : 1 202 Arbitrage : Robert Harvey | Spectateurs : 1 202 Arbitrage : Robert Harvey |

### Barrage de promotion/relégation
La mise en place du match de barrage se fait par tirage au sort. Le sort désigne UCD comme accueillant le match aller, le retour se disputant à Galway. Le 27 octobre Galway l'emporte à l'extérieur en marquant deux buts lors des deux dernières minutes du match. Le club de First Division prend ainsi une sérieuse option sur la victoire finale.
Le match retour est remporté très largement sur le score de 3 buts à 0. Galway FC, pour sa première année d'existence, est donc promu en Premier Division.
| Barrage, match aller | UC Dublin  | 1-2   | Galway FC                | UCD Bowl                                   |                                            |
| 27 octobre 2014      | Molloy 18e | (1-0) | Barret 89e · Manning 90e | Spectateurs : 643 Arbitrage : James McKell | Spectateurs : 643 Arbitrage : James McKell |
| 27 octobre 2014      | Rapport    |       |                          | Spectateurs : 643 Arbitrage : James McKell | Spectateurs : 643 Arbitrage : James McKell |

| Barrage, match retour | Galway FC                              | 3-0   | UC Dublin | Eamonn Deacy Park                            |                                              |
| 31 octobre 2014 19:45 | Shanahan 45e · Manning 71e · Byrne 80e | (1-0) |           | Spectateurs : 2 890 Arbitrage : David McKeon | Spectateurs : 2 890 Arbitrage : David McKeon |
| 31 octobre 2014 19:45 | Rapport                                |       |           | Spectateurs : 2 890 Arbitrage : David McKeon | Spectateurs : 2 890 Arbitrage : David McKeon |

## Bilan de la saison
| Championnat d'Irlande de football 2014                       |                           |
| Champion                                                     | Dundalk FC (10e titre)    |
| Dauphin                                                      | Cork City FC              |
| Coupes et trophées                                           |                           |
| Vainqueur de la Coupe d'Irlande 2014                         | St. Patrick's Athletic FC |
| Vainqueur de la Coupe de la Ligue d'Irlande de football 2014 | Dundalk FC                |
| Qualifications continentales                                 |                           |
| Ligue des champions de l'UEFA 2015-2016                      | Dundalk FC                |
| Ligue Europa 2015-2016                                       | St. Patrick's Athletic FC |
| Ligue Europa 2015-2016                                       | Cork City FC              |
| Ligue Europa 2015-2016                                       | Shamrock Rovers           |
| Ligue Europa 2015-2016                                       | UC Dublin                 |
| Promotions et relégations                                    |                           |
| Promus en Premier Division                                   | Longford Town Galway FC   |
| Relégués en First Division                                   | Athlone Town UC Dublin    |